# Kevadiya
Kevadiya is een census town in het district Narmada van de Indiase staat Gujarat. 

## Demografie
Volgens de Indiase volkstelling van 2001 wonen er 12705 mensen in Kevadiya, waarvan 53% mannelijk en 47% vrouwelijk is. De plaats heeft een alfabetiseringsgraad van 80%. 